# Igors Semjonovs
Igors Semjonovs (Riga, 3 luglio 1975) è un ex calciatore lettone, di ruolo centrocampista.

## Carriera

### Club
Cresciuto nello Skonto Riga, vi ha militato dal 2001 al 2009 (a parte due brevi periodi nella formazione riserve), contribuendo alla vittoria di tre campionati, una coppa di Lettonia e tre coppe di Lettonia.
Nel 2010 passa nel Jūrmala-VV, dove rimane per due stagioni.
Nel 2012 torna in 1. Līga (dopo le esperienze con la formazione riserve dello Skonto), passando all'RFS. ha chiuso la carriera nel Gulbene 2005.

### Nazionale
Esordì in nazionale il 7 giugno 2003, quando ancora doveva compiere 18 anni, in un incontro valido per le qualificazioni al campionato europeo di calcio 2004 contro Ungheria, subentrando a pochi minuti dalla fine a Vitālijs Astafjevs.
Giocò altri due incontri validi per le qualificazioni agli europei, sempre partendo dalla panchina, contribuendo, così, all'accesso della Lettonia alla competizione: non fu però convocato per la manifestazione.
Totalizzò 10 presenze in nazionale, partendo sempre dalla panchina, tranne che nell'amichevole contro l'Oman del 1º dicembre 2004, quando, per altro giocò poco più di un'ora prima di essere sostituito da Kristaps Blanks.

## Statistiche

### Cronologia presenze e reti in Nazionale
| Cronologia completa delle presenze e delle reti in nazionale ― Lettonia | Cronologia completa delle presenze e delle reti in nazionale ― Lettonia | Cronologia completa delle presenze e delle reti in nazionale ― Lettonia | Cronologia completa delle presenze e delle reti in nazionale ― Lettonia | Cronologia completa delle presenze e delle reti in nazionale ― Lettonia | Cronologia completa delle presenze e delle reti in nazionale ― Lettonia | Cronologia completa delle presenze e delle reti in nazionale ― Lettonia | Cronologia completa delle presenze e delle reti in nazionale ― Lettonia |
| Data                                                                    | Città                                                                   | In casa                                                                 | Risultato                                                               | Ospiti                                                                  | Competizione                                                            | Reti                                                                    | Note                                                                    |
| ----------------------------------------------------------------------- | ----------------------------------------------------------------------- | ----------------------------------------------------------------------- | ----------------------------------------------------------------------- | ----------------------------------------------------------------------- | ----------------------------------------------------------------------- | ----------------------------------------------------------------------- | ----------------------------------------------------------------------- |
| 7-6-2003                                                                | Budapest                                                                | Ungheria                                                                | 3 – 1                                                                   | Lettonia                                                                | Qual. Euro 2004                                                         | -                                                                       | 86’                                                                     |
| 5-7-2003                                                                | Tallinn                                                                 | Estonia                                                                 | 0 – 0                                                                   | Lettonia                                                                | Coppa del Baltico 2003                                                  | -                                                                       | 57’                                                                     |
| 6-9-2003                                                                | Riga                                                                    | Lettonia                                                                | 0 – 2                                                                   | Polonia                                                                 | Qual. Euro 2004                                                         | -                                                                       | 76’                                                                     |
| 10-9-2003                                                               | Riga                                                                    | Lettonia                                                                | 3 – 1                                                                   | Polonia                                                                 | Qual. Euro 2004                                                         | -                                                                       | 76’                                                                     |
| 20-12-2003                                                              | Paphos                                                                  | Kuwait                                                                  | 2 – 0                                                                   | Lettonia                                                                | Amichevole                                                              | -                                                                       | 46’                                                                     |
| 18-8-2004                                                               | Riga                                                                    | Lettonia                                                                | 0 – 2                                                                   | Galles                                                                  | Amichevole                                                              | -                                                                       | 61’                                                                     |
| 8-9-2004                                                                | Lussemburgo                                                             | Lussemburgo                                                             | 3 – 4                                                                   | Lettonia                                                                | Qual. Mondiali 2006                                                     | -                                                                       | 64’ 78’                                                                 |
| 9-10-2004                                                               | Bratislava                                                              | Slovacchia                                                              | 4 – 1                                                                   | Lettonia                                                                | Qual. Mondiali 2006                                                     | -                                                                       | 86’                                                                     |
| 1-12-2004                                                               | Riffa                                                                   | Oman                                                                    | 3 – 2                                                                   | Lettonia                                                                | Coppa del Primo Ministro                                                | -                                                                       | 68’                                                                     |
| 3-12-2004                                                               | Riffa                                                                   | Bahrein                                                                 | 2 – 2 dts (4-2 dtr)                                                     | Lettonia                                                                | Coppa del Primo Ministro                                                | -                                                                       | 46’                                                                     |
| Totale                                                                  |                                                                         | Presenze                                                                | 10                                                                      |                                                                         | Reti                                                                    | 0                                                                       |                                                                         |

## Palmarès

### Club
- Campionati lettoni: 3

Skonto: 2002, 2003, 2004
- Coppe di Lettonia: 1

2002
- Coppe della Livonia: 3

2003, 2004, 2005